# Monsters of Folk
Monsters of Folk är en amerikansk musikgrupp som består av Conor Oberst och Mike Mogis från Bright Eyes, Jim James från My Morning Jacket samt M. Ward. 
Gruppen har fungerat som ett löst samarbete sedan 2004. Först i september 2009 släpptes det första studioalbumet, Monsters of Folk. Den första konserten i Sverige gavs på Filadelfiakyrkan, Stockholm den 19 november 2009.

## Medlemmar
Ordinarie medlemmar
- Conor Oberst – sång, gitarr, bas, trummor, slagverk, keyboard, piano (2004-idag)
- M. Ward – sång, gitarr, bas, piano (2004-idag)
- Jim James – sång, gitarr, bas, trummor, slagverk, keyboard (2004-idag)
- Mike Mogis – gitarr, keyboard, bakgrundssång, pedal steel guitar, mandolin, dobro, bas, trummor, slagverk (2004-idag)

Turnerande medlemmar
- Will Johnson – trummor, bakgrundssång

## Diskografi
Studioalbum
- 2009 - Monsters of Folk

Singlar
- 2009 - Say Please
- 2010 - Dear God (Sincerely M.O.F.)